# Popești (gmina w okręgu Vâlcea)
Popești – gmina w Rumunii, w okręgu Vâlcea. Obejmuje miejscowości Curtea, Dăești, Firijba, Meieni, Popești, Urși i Valea Caselor. W 2011 roku liczyła 2972 mieszkańców.